# مجید جعفری
مجید جعفری (متولد ۳ خرداد ۱۳۳۴ در تهران) بازیگر تئاتر، سینما و تلویزیون ایرانی است.
مجید جعفری در ۳ خرداد ۱۳۳۴ در تهران متولد شد. او در دههٔ پنجاه، پس از گذراندن دورهٔ دبیرستان مدتی را در آتلیه دیزاین زیرنظر فرح اصولی به فراگیری طراحی پرداخت، سپس به عکاسی روی آورد و دورهٔ آموزش فیلمسازی را در مدرسهٔ سینمایی باغ فردوس زیرنظر بزرگمهر رفیعا گذراند. در سال ۱۳۶۱ فیلم کوتاه قرقاولان را ساخت.سپس یک دورهٔ فیلمنامه‌نویسی را در کلاس محسن مخلباف در حوزه هنری گذراند.جعفری در دهه ۶۰ با سریال مرغ حق به کارگردانی حسین مختاری و مسعود فروتن و نمایش قصهٔ ملکزاد به کارگردانی احمد ناطقی، وارد عرصهٔ بازیگری شد و در بیش از ۳۰ نمایش صحنه‌ای نظیر المیرا در آتش، کوری، آمادئوس، روسمرسهلم، رویاهای رام نشده و حادثه در ویشی به ایفای نقش پرداخته است. وی همچنین در سریالهای نیمه پنهان ماه، ضلع ششم، شمارش معکوس و ماه و پلنگ و فیلمهای سینمایی پرواز پنجم ژوئن، ساحره و بی‌خداحافظی حضور داشته است.

## فعالیت‌های حرفه‌ای

### فیلم سینمایی
- ۱۴۰۲. معجزه پروین به کارگردانی محمدرضا ورزی
- ۱۳۹۷. من می‌ترسم به کارگردانی بهنام بهزادی
- ۱۳۹۴. یک روز بخصوص به کارگردانی همایون اسعدیان
- ۱۳۹۳. جنون به کارگردانی کامران قدکچیان
- ۱۳۹۰. بی‌خداحافظی به کارگردانی احمد امینی
- ۱۳۷۶. ساحره به کارگردانی داود میرباقری
- ۱۳۶۸. پرواز پنجم ژوئن به کارگردانی علیرضا سمیع نژاد

### فیلم تلویزیونی
- ۱۳۹۲. کیمیا به کارگردانی احسان صادقی
- ۱۳۹۱. فرمول مرگ به کارگردانی بهداد آوند امینی
- ۱۳۹۰. سنگ و سودا به کارگردانی مجید تربتی
- ۱۳۸۹. چهارگاه به کارگردانی مجید تربتی
- ۱۳۷۸. پایی برای پرواز به کارگردانی جواد افشار

### سریال تلویزیونی
- ۱۳۹۸. بیگانه ای با من است به کارگردانی احمد امینی
- ۱۳۹۶. پرواز در ارتفاع صفر به کارگردانی عبدالحسن برزیده[۷]
- ۱۳۹۵. ماه و پلنگ به کارگردانی احمد امینی
- ۱۳۹۱. داوران (اپیزود "عکس یادگاری") به کارگردانی احمد امینی
- ۱۳۹۳. خط به کارگردانی عباس رنجبر
- ۱۳۸۸. تاوان به کارگردانی شهرام شاه‌حسینی
- ۱۳۸۶. قصه‌های مادربزرگ به کارگردانی منصور امامی و محمد راوندی
- ۱۳۷۴. شمارش معکوس به کارگردانی محرم زینال زاده
- ۱۳۷۵. تا روشنایی به کارگردانی حسین فرخ
- ۱۳۷۳. ضلع ششم به کارگردانی مسعود فروتن
- ۱۳۷۳. نیمهٔ پنهان ماه در نقش جلال، به کارگردانی مجید جعفری (خودش)
- ۱۳۶۵. مرغ حق به کارگردانی حسین مختاری و مسعود فروتن

### تله‌تئاتر
- ۱۳۸۲. ابراهیم، آتش قربانی به کارگردانی حسین فرخی
- ۱۳۷۲. گاه خنکی سپیده‌دمان به کارگردانی حسین فرخی
- ۱۳۶۸. قبل از انفجار به کارگردانی حسین فرخی

### نمایش‌ها
- ۱۳۹۵. حادثه در ویشی به کارگردانی منیژه محامدی[۸]
- ۱۳۹۵. راه مهر راز سپهر به کارگردانی شکرخدا گودرزی[۹][۱۰]
- ۱۳۹۲. مرکب‌خوانی ارکستر مردگان به کارگردانی محمود رضا رحیمی[۹][۱۱]
- ۱۳۹۱. رویاهای رام نشده به کارگردانی ایوب آقاخانی[۹]
- ۱۳۹۱. مقبرهٔ سنگی به کارگردانی منیژه محامدی
- ۱۳۹۱. آی کچلا به کارگردانی صادق عاشورپور[۹][۱۲]
- ۱۳۸۹. مقتل به کارگردانی محمود رضا رحیمی
- ۱۳۸۹. محال هم ممکن است به کارگردانی احمد مایل[۹]
- ۱۳۸۸. روسمرسهلم به کارگردانی محمود رضا رحیمی[۱۳]
- ۱۳۸۷. آمادئوس به کارگردانی منیژه محامدی[۱۴]
- ۱۳۸۷. تبرئه شده به کارگردانی منیژه محامدی
- ۱۳۸۷. سمفونی بیداری به کارگردانی حسین فرخی
- ۱۳۸۵. شب‌نشینی باشکوه آقاجون به کارگردانی حسین فرخی
- ۱۳۸۵. کوری به کارگردانی منیژه محامدی[۹][۱۵]
- ۱۳۸۲. سیاه، سفید، گل نسترن به کارگردانی حسین نصرآبادی
- ۱۳۸۱. میتینگ به کارگردانی محسن ابراهیمی
- ۱۳۸۱. مکبث به کارگردانی حسین فرخی[۱۶][۱۷]
- ۱۳۷۵. المیرا در آتش به کارگردانی حسین فرخی
- ۱۳۷۳. تراژدی اسفندیار به کارگردانی حسین فرخی (اجرا در کشور تاجیکستان)[۹]
- ۱۳۷۳. داستان آدم به کارگردانی حسین فرخی
- ۱۳۷۲. غروب تا غروب به کارگردانی نصرالله قادری (اجرا نشد)
- ۱۳۷۲. جای خالی آفتاب به کارگردانی حسین فرخی و محسن حاجی یوسفی
- ۱۳۷۱. بانگ جرس به کارگردانی تاجبخش فناییان (اجرا در کشور پاکستان)
- ۱۳۷۰. بانگ جرس به کارگردانی تاجبخش فناییان
- ۱۳۶۹. پنجره‌ای رو به بزرگراه به کارگردانی بابک والی
- ۱۳۶۸. پانسیون به کارگردانی محسن حاجی یوسفی
- ۱۳۶۶. قصهٔ ملکزاد به کارگردانی احمد ناطقی
- مرحمی از نوع عشق[۱۸]